# Miguelito Miranda
Miguel Ángel Miranda de la Rosa (Manatí, Puerto Rico, 16 de septiembre de 1916 - Rio Piedras, Puerto Rico, 14 de abril de 2017) fue un trompetista, director de orquesta, arreglista y compositor puertorriqueño de boleros, danzas y danzones. También se lo conocía como "Miguelito Miranda" y como "La Trompeta de Oro". Su carrera se extiende por más de cincuenta años. Fue considerado el mejor trompetista de Puerto Rico. 
Fue nombrado Hijo Predilecto de Manatí, el 8 de enero de 2007, "por su destacada participación en el mundo de la música cosechando laureles para su tierra natal por sus interpretaciones y composiciones".

## Primeros años
Miguelito Miranda, cuyos padres fueron Santiago Miranda y Georgina de la Rosa, nació en el pueblo de Manatí un 24 de septiembre de 1916, el cuarto de siete hermanos. La familia vivía en el barrio Pueblo Saliente de Manatí Pueblo.
Sus primeros estudios de solfeo y trompeta fueron de la mano de su padre Santiago Miranda, que era el director de la Banda Municipal y de la Banda Escolar de Manatí. Carlos Acevedo, que era el Trompeta Solista de la Banda Municipal, fue su segundo maestro de trompeta. La primera vez que tocó la trompeta fue con diez años.
Otros de sus maestros fueron Jorge Rubiano, Juan Mellado, Luis R. Miranda y Manuel Barasoaín Julbe, que había sido profesor en el Liceo de Barcelona.
A los trece años entró a formar parte de la Banda Escolar e ingresó en la orquesta de estudiantes de la Escuela Superior de Manatí. Para entonces escribió la canción “Tu Nunca Sabrás”, que más tarde sería el tema de su orquesta por muchos años.
En junio de 1935, se le presentó su primera oportunidad para tocar en una orquesta en San Juan, por recomendación de su amigo y convecino Jaime Espasas, que era el Primer Saxofonista de la Orquesta Mickey Mouse, orquesta dirigida por Ramón Berríos Tavarez.

## Trayectoria musical
En diciembre de 1935, empezó a formar parte de la Orquesta de Mario Dumont, que era la orquesta oficial del Hotel Condado Vanderbilt. A finales de 1936, la orquesta viajó a Venezuela para actuar en el Teatro Metro Caracas y el Cabaret Tea Room Rio, cosechando éxitos que abrirían las puertas a otras orquestas puertorriqueñas después. Al regresar de Venezuela habían sido sustituidos en el Hotel Condado, por lo que Miguelito y otros músicos de Dumont se marcharon de la orquesta.
A comienzos de 1937, Miguelito Miranda ingresó en la Orquesta de Rafael Muñoz en el Escambrón Beach Club. Esta era la vieja y original formación de la orquesta de Muñoz. Cantaba entonces Deogracias Vélez.
En  mayo de 1938, viajó a Nueva York y entró a formar parte de la orquesta del famoso compositor cubano Eliseo Grenet, del que adquirió nociones de composición. En la orquesta de Grenet también había otros músicos puertorriqueños como Paco Tizol, Moncho Usera, Chemín de Tomás y Agustín “Tingo” Serrano.
Poco tiempo después, entró en la orquesta del director cubano Oscar de la Rosa, para tocar en la Feria Mundial de Nueva York de 1939. También formaban parte de la orquesta Moncho y Libertad Usera, Paco Tizol, Fernando Arbelo, Manolo Peña, Oscar Madera, Paquito López Vidal y Luis Cardona.
Durante su estancia en Nueva York, tuvo la oportunidad de grabar con las orquestas de Oscar de la Rosa, Noro Morales, Desi Arnaz, Teri Tucci, el Quinteto La Plata de Davilita, el Cuarteto Marcano y el Conjunto Caney. Al mismo tiempo fue alumno de trompeta de William Costello, Charlie Collins y Harry Glantz, quien era el trompetista solista de la Sinfónica de la NBC, dirigida por Alfredo Toscanini.
Regresó a Puerto Rico poco antes de comenzar la Segunda Guerra Mundial, volviendo a la Orquesta de Rafael Muñoz, donde volvió a encontrarse con Samuel Rivera, Rafael y Luis González Peña, Gonzalo Duchesne, Rafael y Pablo Elvira, y Paquito López Vidal. 
A mediados de 1942, pasó a ser miembro de la Orquesta Siboney. Al poco tiempo, el director de la orquesta fue llamado a filas, y Miguelito tomó su lugar. Este fue el primer paso que le llevó a tener su propia orquesta durante tantos años. A fines de 1943, muchos de los músicos de la orquesta habían sido reclutados también, y hubo que reorganizar la orquesta con personal que estuviera fuera de la edad militar.
Durante el proceso de reorganización, Miguelito Miranda tocó en la orquesta del Jack’s Club, dirigida por Armando Castro. No fue hasta 1944, que su orquesta estuvo preparada y con un sonido único. Formaban parte de la misma los cantantes Joe Valle y Juan Ramón Torres “El Boy”. Con esta formación, la orquesta de Miguelito inauguró el Zombie Club en el barrio de Miramar en San Juan.
A mediados de 1944, le ofrecieron la residencia del Hotel Condado. En esta época formaban parte de su orquesta músicos de la talla de Baltasar Echevarría, Santín Almodovar, Rubén Rivera, Nando Rosado, Berto Torres, Eusebio Valencia, Candito Segarra, José Luis Sierra, Julito Rivera, Joe Valle y su hermano Hernie Miranda. 
Años después cuando Joe Valle se marchó a Nueva York para cantar en la Orquesta de Noro Morales, Rafita Martínez primero y Santos Colón después serían los siguientes cantantes. 
Las primeras grabaciones de la orquesta fueron el bolero “Me lo han dicho tus ojos” y el mambo “La televisión”, esta última cantada por Vitín Avilés. Las grabaciones se hicieron para la Casa Verne y RCA Victor, cantando Rafita Martínez, Santos Colón, Eddie Gómez, Chivirico Dávila y Vitín Avilés.
Hacia 1950, dejó el Hotel Condado e inauguró con su orquesta El Casino de Puerto Rico en la Terraza del Parque en Santurce, donde tocaban los fines de semana.
En este tiempo tuvo la oportunidad de tocar como trompetista en la Orquesta de Xavier Cugat, durante una gira artística por América del Sur. En esta orquesta también estaban otros músicos puertorriqueños como: Jorge López, Moncho Usera, Rafael Angulo y como bailarines Otto y Dulcina García.
En 1951, se le ofreció la gran oportunidad de firmar contrato con el Hotel Caribe Hilton, donde Miguelito Miranda y Su Orquesta permanecerían como orquesta oficial por 27 años. En la tarima del Club Caribe alternaron con bandas como la de Johnny Leighton, Tommy Purcell y con muchos grupos y combos. También acompañaron a estrellas internacionales como Tony Bennet, Robert Goulet, Vic Damone, Paul Anka, Jack Jones, Engelbert Humperdink, Jerry Vale, Roger Williams, Alan Jones, Florian Zabac, John Davidson, Eleanor Powell, Lisa Kirk, Kelly Smith, Jane Morgan, Vicky Carr, Ella Fitzgerald, Nancy Wilson, Sarah Vaughn, , Dionne Warwick Dihann Carroll, Dorothy Dandridge, Sylvia Simms, The Temptations, Gladys Knight and The Pips, The Stylistics, The Supremes, José Greco, Carmen Amaya, Olga Guillot, Alberto Vázquez, Emilio Pericolli, Julio Iglesias, Daniel Riolobos, Roberto Yanés, etc. También estrellas puertorriqueñas como: Chucho Avellanet, Ednita Nazario, Nydia Caro, Myrta Silva, Julio Ángel, Lucecita Benítez, Iris Chacón, Carmita Jiménez y Bobby Capó.
Fue uno de los primeros músicos puertorriqueños invitados a actuar en el Festival Casals de 1962, dirigiendo la orquesta Pablo Casals. En aquella ocasión también fueron invitados Ted Wyse de la Metropolitan Ballet Orchestra y Jack Holland de la Orquesta de Leopoldo Stokowsky. También formó parte de la Orquesta Filarmónica de Arturo Somohano.
En Puerto Rico ha grabado con diferentes orquestas y tríos, como los de Johnny Rodríguez, Fernando Álvarez, Julio Rodríguez, Los Universitarios, Los Romanceros, Felipe Rodríguez y El Septeto Puerto Rico de Leocadio Vizcarrondo.
Dejó el Club Caribe del Caribe Hilton el 31 de mayo de 1977, tras treinta y cinco años dirigiendo su orquesta.
En su vida como trompetista, director de orquesta, arreglista y compositor, escribió muchísimas canciones, boleros, danzas y danzones. Los más conocidos son sus boleros: “Tu nunca sabrás” (tema de la orquesta), “Añoranza”, “Dímelo”, “Me lo han dicho tus ojos”, “Linda mía”, “Sólo a ti”, “Te vas de mí” y “Adios, patria mía”, un lamento que compuso cuando se mudó a Florida.
Grabó por última vez en 1987 al celebrar sus cincuenta años en la música. La orquesta estaba compuesta por músicos que en algún momento u otro habían formado parte de la banda en el Caribe Hilton. Cantaron en la grabación Santos Colón y Panchito Minguela.
Miguelito Miranda murió en el Hospital San Francisco de Rio Piedras, el 14 de abril de 2017, a los 100 años de edad. Sus restos reposan en el Cementerio Buxeda de Isla Verde, Puerto Rico.